# Diaphania innotata
Diaphania innotata is een vlinder uit de familie van de grasmotten (Crambidae), uit de onderfamilie van de Spilomelinae. De wetenschappelijke naam van deze soort is voor het eerst voorgesteld als Margaronia innotata door Herbert Druce in een publicatie uit 1895.
De soort komt voor in Mexico, Honduras, Costa Rica, Panama.